# ペーター・トペルツェル
ペーター・トペルツェル（Peter Toperczer, 1944年7月24日 - 2010年8月16日）は、スロバキアのピアノ奏者。
ハンガリー領カッサ(現スロバキア領コシツェ)の生まれ。地元の音楽院からプラハ音楽院に進学し、フランティシェク・マクシアーンとヨゼフ・パーレニーチェクにピアノを師事。1972年から1989年までスロバキア・フィルハーモニー管弦楽団の専属ソリストを務めた。1986年から母校のプラハ音楽院で教鞭をとるようになり、1995年には教授に昇格した。
プラハにて死去。